# Athlétisme aux Jeux olympiques intercalaires de 1906
Navigation

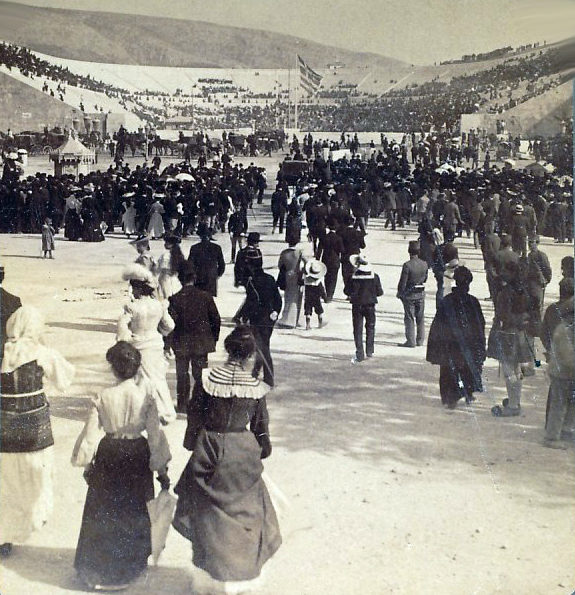
Femmes grecques se rendant au stade.

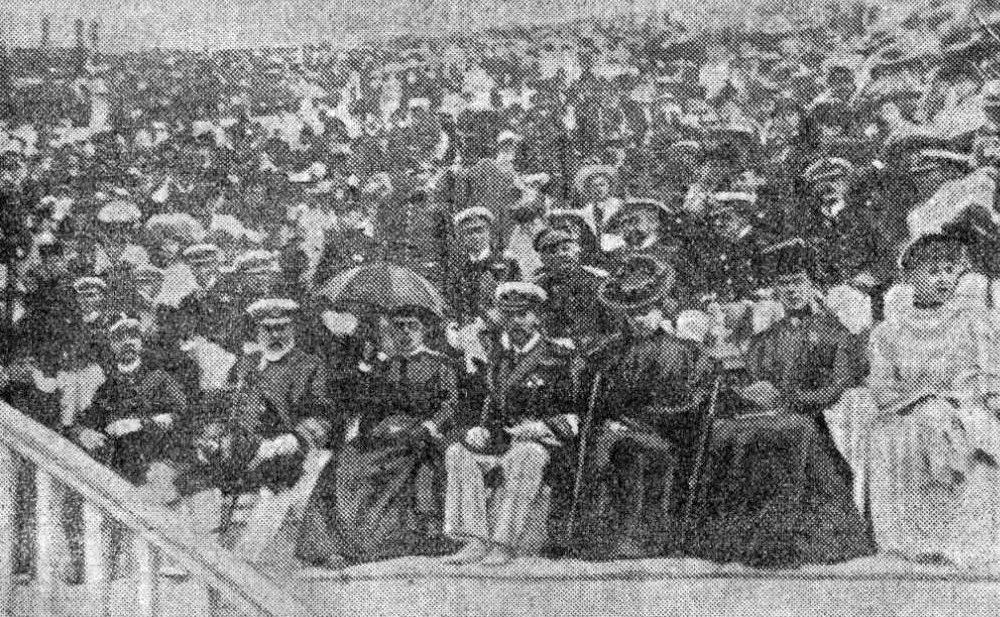
La loge royale pendant les Jeux Intercalaires de 1906 (G. à D. reine d'Angleterre, roi de Grèce, roi d'Angleterre, une dame d'honneur, et Prince de Galles).

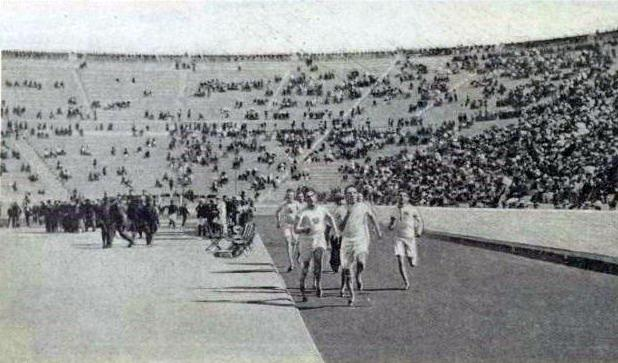
La finale du 400 mètres.

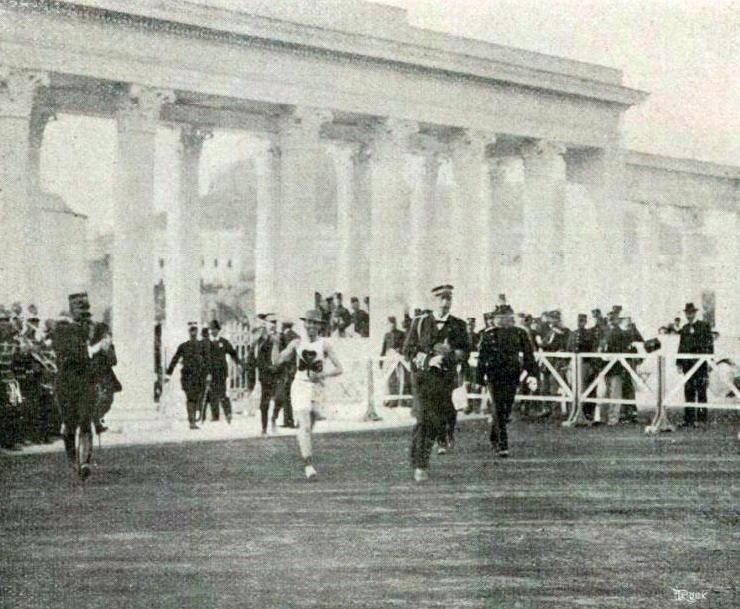
L'arrivée du marathon.

Lors des Jeux olympiques intercalaires de 1906 à Athènes, 21 épreuves d'athlétisme, toutes masculines, sont organisées.

## Médaillés
| épreuve                        | Or                        | Argent                    | Bronze                      |
| ------------------------------ | ------------------------- | ------------------------- | --------------------------- |
| 100 m                          | Archie Hahn (USA)         | Fay Moulton (USA)         | Nigel Barker (AUS)          |
| 400 m                          | Paul Pilgrim (USA)        | Wyndham Halswelle (GBR)   | Nigel Barker (AUS)          |
| 800 m                          | Paul Pilgrim (USA)        | Jim Lightbody (USA)       | Wyndham Halswelle (GBR)     |
| 1 500 m                        | Jim Lightbody (USA)       | John McGough (GBR)        | Kristian Hellström (SWE)    |
| 5 miles                        | Henry Hawtrey (GBR)       | Johan Svanberg (SWE)      | Edward Dahl (SWE)           |
| Marathon                       | Billy Sherring (CAN)      | Johan Svanberg (SWE)      | William Frank (USA)         |
| 110 m haies                    | Robert Leavitt (USA)      | Alfred Healey (GBR)       | Vincent Duncker (GER)       |
| 1 500 m marche                 | George Bonhag (USA)       | Donald Linden (CAN)       | Konstantin Spetsiotis (GRE) |
| 3 000 m marche                 | György Sztantics (HUN)    | Hermann Müller (GER)      | Geórgios Saridákis (GRE)    |
| Saut en hauteur                | Con Leahy (GBR)           | Lajos Gönczy (HUN)        | Themistoklis Diakidis (GRE) |
| Saut en hauteur                | Con Leahy (GBR)           | Lajos Gönczy (HUN)        | Herbert Kerrigan (USA)      |
| Saut en hauteur sans élan      | Ray Ewry (USA)            | Léon Dupont (BEL)         | pas attribué                |
| Saut en hauteur sans élan      | Ray Ewry (USA)            | Lawson Robertson (USA)    | pas attribué                |
| Saut en hauteur sans élan      | Ray Ewry (USA)            | Martin Sheridan (USA)     | pas attribué                |
| Saut à la perche               | Fernand Gonder (FRA)      | Bruno Söderström (SWE)    | Edward Glover (USA)         |
| Saut en longueur               | Myer Prinstein (USA)      | Peter O'Connor (GBR)      | Hugo Friend (USA)           |
| Saut en longueur sans élan     | Ray Ewry (USA)            | Martin Sheridan (USA)     | Lawson Robertson (USA)      |
| Triple saut                    | Peter O'Connor (GBR)      | Con Leahy (GBR)           | Thomas Cronan (USA)         |
| Lancer de poids                | Martin Sheridan (USA)     | Mihály Dávid (HUN)        | Eric Lemming (SWE)          |
| Lancer de disque               | Martin Sheridan (USA)     | Nikolaos Georgantas (GRE) | Verner Järvinen (FIN)       |
| Lancer de disque, style ancien | Verner Järvinen (FIN)     | Nikolaos Georgantas (GRE) | István Mudin (HUN)          |
| Lancer de javelot              | Eric Lemming (SWE)        | Knut Lindberg (SWE)       | Bruno Söderström (SWE)      |
| Lancer de poids (6,4 kg)       | Nikolaos Georgantas (GRE) | Martin Sheridan (USA)     | Michális Dórizas (GRE)      |
| Pentathlon                     | Hjalmar Mellander (SWE)   | István Mudin (HUN)        | Eric Lemming (SWE)          |